# Wybrańcy obcych
Wybrańcy obcych (ang. Taken) – amerykański dziesięcioodcinkowy miniserial telewizyjny z gatunku science fiction, wyprodukowany w 2002 roku przez Dream Works dla amerykańskiej telewizji Sci-Fi Channel. Serial zdobył nagrodę Emmy w kategorii najlepszy miniserial. Współproducentem był Steven Spielberg.
Serial łączy w sobie fikcję oraz mniej lub bardziej udokumentowane fakty z historii kontaktów z istot pozaziemskich z ostatnich pięćdziesięciu lat.

## Fabuła
Wybrańcy obcych to wielopokoleniowa historia, obejmująca cztery pokolenia, koncentrująca się na losach trzech rodzin: Keysów, Crawfordów i Clarkeów. Ich losy przeplatają się ze sobą, poddane są one machinacjom istot pozaziemskich, których wpływ na wspomniane rodziny sięga końca II wojny światowej. Kulminacją tych wydarzeń są narodziny Allie Keys, końcowego wyniku eksperymentu obcych na gigantyczną skale, który jest kluczem do przyszłości.

## Lista odcinków
Światowa premiera serialu miała miejsce 10 października 2002 roku. Miniserial emitowany był w Sci-Fi Channel w grudniu 2002 a w Polsce od stycznia do marca 2004 w Canal+ oraz wiosną 2006 roku w telewizji TVN.
| Ep. | Tytuł | Tytuł             | Premiera             | Premiera         | Czas w filmie                                                                                             | Reżyser               |              |
| Ep. | angielski | polski            | USA (Sci-Fi Channel) | PL (Canal+)      | Czas w filmie                                                                                             | Reżyser               |              |
| Ep. | Opis odcinka | Opis odcinka      | Opis odcinka         | Opis odcinka     | Opis odcinka                                                                                              | Opis odcinka          | Opis odcinka |
| --- | --- | ----------------- | -------------------- | ---------------- | --- | --------------------- | ------------ |
| 1   | Beyond the Sky | Ponad niebem      | 2 grudnia 2002       | 5 stycznia 2004  | sierpień 1944 czerwiec 1945 lipiec 1947 wrzesień 1947                                                     | Tobe Hooper           |              |
| 1   | Podczas II wojny światowej samolot kapitana Russella Keysa zostaje otoczony, błękitnym światłem, unikając zestrzelenia przez wroga. Po wojnie kapitana dręczą koszmary senne oraz bóle głowy. Dowiaduje się, iż członkowie jego załogi umierają z bliżej nieokreślonych przyczyn. Kapitan Owen Crawford poszukuje obiektu, który w 1947 roku rozbił się niedaleko Roswell. W Teksasie w domu Sally zjawia się nagle tajemniczy nieznajomy John. |                   |                      |                  | |                       |              |
| 2   | Jacob And Jesse | Jacob i Jesse     | 3 grudnia 2002       | 12 stycznia 2004 | listopad 1953 grudzień 1958-styczeń 1959                                                                  | Breck Eisner          |              |
| 2   | Russell Keys wielokrotnie porywany przez obcych, pragnie oszczędzić swemu synowi Jessemu przeżyć, których sam doświadczył. Pułkownik Owen Crawford kontynuuje badania w Roswell nad statkiem kosmicznym obcych, podejrzewa że w wyjaśnieniu dręczących go pytań może pomóc mu niezwykły 10-letni syn Sally Clarke – Jacob Clarke. |                   |                      |                  | |                       |              |
| 3   | High Hopes | Wielkie nadzieje  | 4 grudnia 2002       | 19 stycznia 2004 | październik-listopad 1970                                                                                 | Sergio Mimica-Gezzan  |              |
| 3   | Jacob Clarke, niezwykłe dziecko Ziemianki oraz Obcego, nadużywa swoich nadprzyrodzonych zdolności, przez co w konsekwencji trafia do szpitala. Tam dowiaduje się, że nie jest sam. Jesse Keys ponownie zostaje porwany przez Obcych. Po rozmowie z ojcem postanawia zgłosić całe zdarzenie w bazie lotniczej. |                   |                      |                  | |                       |              |
| 4   | Acid Tests | Próba Sił         | 5 grudnia 2002       | 26 stycznia 2004 | kwiecień-maj 1970                                                                                         | Bryan Spicer          |              |
| 4   | |                   |                      |                  | |                       |              |
| 5   | Maintenance | Kultywacja        | 6 grudnia 2002       | 2 lutego 2004    | czerwiec 1970 październik-listopad 1980                                                                   | Félix Enríquez Alcalá |              |
| 5   | |                   |                      |                  | |                       |              |
| 6   | Charlie And Lisa | Charlie i Lisa    | 7 grudnia 2002       | 9 lutego 2004    | listopad 1980 luty-marzec 1981 luty 1986 sierpień-listopad 1992 kwiecień 1993 czerwiec 1993 listopad 1996 | Thomas J. Wright      |              |
| 6   | |                   |                      |                  | |                       |              |
| 7   | Gods Equation | Boskie Równanie   | 8 grudnia 2002       | 16 lutego 2004   | Obecnie                                                                                                   | Jeremy Paul Kagan     |              |
| 7   | |                   |                      |                  | |                       |              |
| 8   | Tropping the Dishes | Strącanie Talerzy | 9 grudnia 2002       | 23 lutego 2004   | * | Jeff Woolnough        |              |
| 8   | |                   |                      |                  | |                       |              |
| 9   | John | John              | 10 grudnia 2002      | 1 marca 2004     | * | John Fawcett          |              |
| 9   | |                   |                      |                  | |                       |              |
| 10  | Taken | Wybrańcy Obcych   | 11 grudnia 2002      | 8 marca 2004     | * | Michael Katleman      |              |
| 10  | |                   |                      |                  | |                       |              |

## Bohaterowie

### Rodzina Clarke
- Sally Clarke (zmarła w październiku 1980 r.)
  - grana przez: Catherine Dent
  - rodzina: Tom, Becky, Jacob (dzieci), Fred (mąż)
- Fred Clarke
  - grany przez: Alf Humphreys
  - rodzina: Tom, Becky (dzieci), Sally (żona)
- Tom Clarke
  - grany przez: Ryan Hurst (dorosły), Kevin Schmidt (dziecko)
  - rodzina: Sally, Fred (rodzice),Becky, Jacob (rodzeństwo)
- Becky Clarke
  - grana przez: Chad Morgan (dorosła), Shauna Kain (dziecko)
  - rodzina: Sally, Fred (rodzice), Tom, Jacob (rodzeństwo)
- Jacob Clarke (1948–marzec 1981)
  - grany przez: Chad Donella (dorosły), Anton Yelchin (dziecko)
  - rodzina: Sally, John (rodzice), Tom, Becky (rodzeństwo)
- Carol Clarke
  - grana przez: Sadie Lawrence
  - rodzina: Jacob (mąż), Lisa (córka)
- Lisa Clarke (urodzona 1972 r.)
  - grany przez: Emily Bergl (dorosła), Alexandra Purvis (13 lat), Taylor-Anne Reid (8 lat)
  - rodzina: Jacob, Carol (rodice), Allie (córka)

### Rodzina Keys
- Kapitan Russell Keys (zmarł w październiku 1962 r.)
  - grana przez: Steve Burton
  - rodzina: Kate (żona), Jesse (syn)
- Kate Keys
  - grany przez: Julie Benz
  - rodzina: Russell (mąż), Jesse (syn)
- Jesse Keys (1946–1992)
  - grany przez: Desmond Harrington (dorosły), James Kirk (nastolatek), Conner Widdows (dziecko)
  - rodzina: Amelia (żona), Charlie (syn)
- Amelia Keys
  - grany przez: Ann Emery
  - rodzina: Jesse (mąż), Charlie (syn)
- Charlie Keys (urodzony 1971 r.)
  - grany przez: Adam Kaufman (dorosły), Devin Douglas (nastolatek)
  - rodzina: Amelia, Jesse (rodzice), Allie (córka)
- Allie Keys (urodzona w czerwcu 1993 r.)
  - grany przez: Dakota Fanning, Elle Fanning (3 lata)
  - rodzina: Charlie, Lisa (rodzice)

### Rodzina Crawford
- Kapitan/Pułkownik Owen Crawford
  - grany przez: Joel Gretsch (zmarł w maju 1970 r.)
  - rodzina: Eric, Sam (dzieci), Anne (żona)
- Anne Crawford (zmarła w październiku 1962 r.)
  - grana przez: Tina Holmes
  - rodzina: Eric, Sam (dzieci), Anne (żona)
- Eric Crawford
  - grany przez: Adult Eric (dorosły), Nolan Funk (nastolatek), Cody Shaer (dziecko)
  - rodzina: Sam (brat), Anne, Owen (rodzice), Julie (żona), Mary (córka)
- Sam Crawford (lipiec 1951-kwiecień 1970)
  - grany przez: Ryan Merriman (dorosły), Branden Nadon (nastolatek), Trevor Pawson (dziecko)
  - rodzina: Eric (brat), Anne, Owen (rodzice)
- Julie Crawford
  - grana przez: Emily Holmes
  - rodzina: Eric (mąż), Mary (córka)
- Mary Crawford (urodzona 1970 r.)
  - grana przez: Heather Donahue (dorosła), Anysha Berthot (dziecko)
  - rodzina: Eric, Julie (rodice)

### Pozostałe postacie
- John (obcy przybysz)
  - grany przez: Eric Close
  - rodzina: Tom (ojciec), Allie (pradziadek)
- Doktor Chet Wakeman (zmarł 2001)
  - grany przez: Matt Frewer
  - powiązania: Mary (kochanka)
- Generał Beers
  - grany przez: James McDaniel
- Doktor Kreutz
  - grany przez: Willie Garson
- Pułkownik Thomas Campbell
  - grany przez: Michael Moriarty
  - rodzina: Anne (córka)
- Sue (lipiec 1947 r.)
  - grana przez: Stacy Grant
  - powiązania: Owen (dziewczyna)
- Porucznik/Kapitan/Major Howard Bowen (zmarł w październiku 1962 r.)
  - grany przez: Jason Gray-Stanford
- Porucznik/Kapitan/Major/Podpułkownik Marty Erickson
  - grany przez: John Hawkes